# Adolfo Azcuna
Adolfo S. Azcuna (Katipunan, 16 febbraio 1939) è un magistrato e giurista filippino.
È stato ammesso alla Corte Suprema delle Filippine dal Presidente delle Filippine il 24 ottobre 2002.

## Biografia
Azcuna ha guadagnato la sua laurea in diritto alla Scuola di Diritto Ateneo e ha completato gli studi post laurea all'Università di Salisburgo. Ha studiato diritto internazionale all'Ateneo dal 1967 al 1986, ed ha anche ingaggiato istruttori privati durante questo periodo.
Azcuna è stato eletto come delegato della Convenzione Costituzionale del 1971 rappresentando Zamboanga del Norte. Nel 1986, la presidente Corazon Aquino lo incaricò di rappresentare la presente costituzione nella Commissione Costituzionale del 1986. Il presidente Aquino gli affidò poi anche molti altri incarichi, come segretario, e come giudice al Consiglio Legale Presidenziale.
Nel 1991, Azcuna è stato nominato senatore della Banca Nazionale delle Filippine.